# 阿德南·卡保·加尼
阿德南·卡保·加尼（1905年9月16日—1968年12月23日），已故印度尼西亞（印尼）政治人物，穆斯林，曾出任印尼副總理、經濟部長。他在現屬西蘇門答臘省的地區出生，並在爪哇島度過大部分青年時光，還在留居爪哇時開始學醫和參與當地正在萌芽的民族主義運動，直至他到蘇門答臘島南部行醫為止。他曾在印度尼西亞獨立革命時期三度出任經濟部長（或譯社會福利部長），並在後兩段經濟部長任期期間兼任副總理。雖然加尼隨後遷往南蘇門答臘省巨港定居，不過他在去世之前仍然一直活躍於當地政壇。他在2007年11月獲追封為印度尼西亞民族英雄。

## 早年生涯
加尼在1905年9月16日生於荷屬東印度蘇門答臘西岸駐紮地巴倫巴揚（Palembajan, Residentie Sumatra's Westkust；今屬南蘇門答臘省，位於武吉丁宜以西），是一名教師的兒子。他於1923年在武吉丁宜完成初等教育，並於其後前往巴達維亞（今雅加達）完成中學教育和學醫。他在1926年從專門培育未來醫生的土著醫師訓練學校（School tot Opleiding van Indische Artsen，STOVIA）畢業。
加尼自青年時期起便已經活躍於政治活動和社會組織。他是「爪哇青年」（Jong Java）、「蘇門答臘青年」（Jong Sumatera）等數個土著青年社團的成員，並於1920年代末經營數家企業（當中包括一家寄宿公寓和二手書店）期間捐出盈利，為1928年的印尼青年大會籌措經費。他參加了這次青年大會；這次大會發布了青年誓言，也是《偉大的印度尼西亞》（印尼國歌）首次演奏的場合。加尼在1931年加入當年荷蘭殖民政府拘捕蘇卡諾後，從他創辦的印度尼西亞民族黨分裂出去的印尼黨（Partindo），一年後他結識了刑滿出獄的蘇卡諾，並和蘇卡諾一起加入印度尼西亞政治聯盟。
加尼一直對戲劇很感興趣，他還在1941年獲導演拉登·阿里芬邀請，參演由阿里芬執導，由友聯影業出品的電影《純潔的愛情》。當時荷屬東印度的電影業正開始迎合教育程度高的觀眾。雖然部份觀眾認為加尼參演《純潔的愛情》會損害獨立運動，不過加尼卻認為這是有必要的，因為這樣做可以改善人們對荷屬東印度本土電影的觀感。這部電影是加尼唯一一部參演的電影，也是一部成功贏利的電影。他也在同年獲頒醫學學位。
1942年日本佔領荷屬東印度後，加尼因為拒絕和日本當局合作而在1943年9月被捕，直至翌年10月才獲釋。此後他便以私人醫生的身分度日，直至1945年日治時期結束為止。

## 革命時期生涯

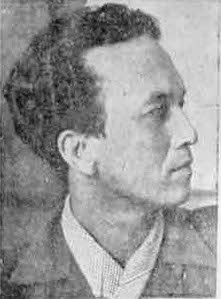
阿德南·卡保·加尼（約於1947年拍攝）

印尼獨立後，獨立革命隨即爆發；加尼在此期間不但在軍隊服役，還得到更大的政治勢力。他曾在1945年至1947年期間擔任印尼民族黨中央執行委員會委員兼南蘇門答臘省黨部主席，也曾在當時負責協調革命軍在該省的軍事行動。他認為對印尼這個剛剛獨立的國家而言，巨港有條件成為印尼的經濟重鎮，並認為印尼可以憑藉石油爭取國際社會支持。他一方面和國際石油集團（包括荷蘭人擁有的荷蘭皇家蜆殼公司）展開石油買賣談判，另一方面又突破荷蘭封鎖，走私武器和軍用物資。他和新加坡華人社群之間有着千絲萬縷的聯繫，而新加坡華人也有協助他完成這些任務。
他在1946年10月2日加入由印尼總理蘇丹·夏赫里爾領導的第三屆夏赫里爾內閣，擔任經濟部長，至1947年6月27日離任；夏赫里爾後來談到他覺得加尼是時任總統蘇卡諾強行安插到他的內閣任職的閣員人選。加尼在出任經濟部長期間曾與夏赫里爾和穆罕默德·鲁姆代表印尼出席《林牙椰蒂協定》談判代表團第三次全體會議，並於1947年簽署這份協定。荷蘭人認為加尼既不善交際，也容易暴露自己的情緒。他也一度參與銀行貿易公司（Banking and Trading Company, BTC）的籌建工作，不過後來他擔心銀行貿易公司會壟斷印尼共和國的對外貿易，因此他便運用身為經濟部長的便利協助一名爪哇商人另起爐灶，並控制這家新成立的外貿企業，以打通新加坡華商、蘇門答臘和爪哇共和國控制區之間的經貿往來，宣傳革命和援助在外的印尼僑民。
在下一屆內閣中，加尼、塞蒂亞吉（Setijadji）和總理阿米爾·謝里夫丁都是組閣者，他們組建的內閣在1947年7月3日獲各黨授權，開始執政。在此期間，加尼除了繼續擔任經濟部長，也兼任謝里夫丁手下的副總理。荷蘭殖民當局在當年7月向共和國控制區發動攻擊，而加尼則成為首位被捕的印尼內閣部長，不過他在其後仍能獲釋。他也參加了一場在古巴哈瓦那舉行的貿易會議。他在第二屆阿米爾·謝里夫丁內閣當中仍然留任原職 ，直至這個內閣在1948年1月29日因為部分黨派對《倫維爾協定》的不滿而倒台為止。

## 後革命時期生涯
1949年獨立革命結束後，加尼成為南蘇門答臘省軍政長官，繼續在政壇活躍，之後於1954年加入第一屆阿里·沙斯特羅阿米佐約內閣，擔任交通部長。擔任交通部長期間，他還獲政府委任為巨港國立大學（今史利威查雅大學）校董會主席。此後他一直活躍於巨港，直至逝世為止。他在1968年12月23日逝世，遺下妻子瑪斯杜拉（Masturah），死後安葬於巨港錫貢堂英雄公墓（Siguntang Heroes' Cemetery）。加尼和瑪斯杜拉沒有生育子女。

## 榮譽
2007年11月9日，印尼總統蘇西洛·班邦·尤多約諾頒布2007年第66/TK號總統令，向他和另外3人追授印度尼西亞民族英雄稱號。

## 備註
1. ↑  或簡稱為阿·卡·加尼；稱謂一般帶上他的頭銜、學位、尊稱等，為阿德南·卡保·加尼副博士[1]。

## 註腳
1. ↑  夏基安 1965，第7頁.
2. 1 2 3  The Jakarta Post 2007, Four forgotten independence.
3. 1 2 3 4 5 6 7  JCG, Adnan Kapau Gani.
4. 1 2 3 4 5  KR 1947, Kabinet Sjarifoeddin.
5. 1 2 3 4 5 6  Mufid 2012, Menyelundup untuk Kemakmuran Republik.
6. ↑  Biran 2009，第262–263頁.
7. ↑  Hägerdal 2009，第156頁.
8. ↑  Yong 2003，第3頁.
9. ↑  Suprapto 1985，第51頁.
10. ↑  Mrázek 1994，第364頁.
11. ↑  Suprapto 1985，第54–55頁.
12. ↑  Yong 2003，第49–50頁.
13. ↑  Lindblad & Post 2009，第78頁.
14. ↑  Suprapto 1985，第62頁.
15. ↑  Suprapto 1985，第63頁.
16. ↑  Yong 2003，第78頁.
17. ↑  Suprapto 1985，第71頁.
18. ↑  Suprapto 1985，第77頁.
19. ↑  Suprapto 1985，第161頁.
20. ↑  Kepustakaan Presiden2 RI, Adenan Kapau Gani.
21. ↑  Penetapan 0073，第2–3頁.
22. ↑  Suara Merdeka 2007, Presiden Anugerahkan Gelar.